# Lamlai
Lamlai è una suddivisione dell'India, classificata come nagar panchayat, di 4.077 abitanti, situata nel distretto di Imphal Est, nello stato federato del Manipur. In base al numero di abitanti la città rientra nella classe VI (meno di 5.000 persone).

## Geografia fisica
La città è situata a 24° 52' 01 N e 94° 04' 32 E.

## Società

### Evoluzione demografica
Al censimento del 2001 la popolazione di Lamlai assommava a 4.077 persone, delle quali 2.079 maschi e 1.998 femmine. I bambini di età inferiore o uguale ai sei anni assommavano a 510, dei quali 269 maschi e 241 femmine. Infine, coloro che erano in grado di saper almeno leggere e scrivere erano 2.685, dei quali 1.538 maschi e 1.147 femmine.